# 氯米帕明
氯米帕明（INN：clomipramine），又名氯丙咪嗪，商品名有 Anafranil等，是一種三環類抗憂鬱藥 (TCA)。本品可用於治療強迫症（OCD）、聽覺過敏、恐慌症、嚴重憂鬱疾患、拔毛癖和軀體變形障礙及慢性疼痛外，它還在治療早洩和伴隨發作性睡病的猝倒發作方面有良好效果。65歲以上年長者用藥可能會降低自殺風險。
此外，此藥物還可改善猝倒發作之外的某些與發作性睡病相關的基本特徵（尤其是入睡前幻覺和醒前幻覺）。然而這方面的證據較為薄弱。雖然它在治療上有效，但必須注意特別是在治療初期，藥物可能會增加尤其是在25歲以下年輕用藥者的自殺風險，此點與其他抗抑鬱藥（尤其是選擇性5-羥色胺再攝取抑制劑（SSRI））一樣。
給藥方式通常是採口服，但有時也會使用靜脈注射製劑。
用藥後常見的副作用有口乾、便秘、食慾不振、嗜睡、體重增加、性功能障礙和排尿困難。嚴重副作用有25歲以下族群自殺風險升高、癲癇發作、躁狂症和肝臟問題。如果用藥者突然停藥，可能會出現頭痛、盜汗和頭暈等藥物戒斷症狀。目前尚不清楚個體在懷孕期間使用對於胎兒的安全性。藥物的作用機制尚未被充分了解，但被認為與血清素和正腎上腺素水平升高有關聯。
氯米帕明於1964年由瑞士製藥公司Ciba-Geigy（之後與其他藥廠合併成為諾華製藥）發現，且已列入世界衛生組織基本藥物清單之中。市面上有其通用名藥物流通。 

## 醫療用途
氯米帕明有多種醫學用途，包括（但不限於）治療以下疾病：
- 強迫症 ，是其唯一獲得美國食品藥物管理局 (FDA) 批准的適應症[18][19]。
- 嚴重憂鬱疾患，是其在美國常見到的仿單標示外使用適應症用途。
- 伴有或不伴有特定場所畏懼症的恐慌症[20][21]。
- 軀體變形障礙[22]。
- 重複性的自我傷害（特別是智能障礙者）行為。.[23][24]

研究顯示氯米帕明在治療強迫症方面比氟西汀、氟伏沙明和舍曲林等SSRI更為有效。然而，由於氯米帕明有較高的副作用，因此SSRI通常在臨床中會被優先考慮。

## 禁忌症
使用氯米帕明的禁忌症有：
- 對氯米帕明、任何賦形劑或二苯並氮雜卓（英语：Dibenzazepine）類三環類抗憂鬱藥過敏
- 近期發生心肌梗塞
- 任何程度的心臟傳導阻滯或其他心律不整
- 躁狂症
- 嚴重肝病
- 窄角型青光眼
- 未經治療的尿瀦留
- 禁止與單胺氧化酶抑制劑 (MAOI) （包括嗎氯貝胺，然而在停用嗎氯貝胺48小時後即可開始使用氯米帕明）合用。

### 懷孕和哺乳
個體於懷孕期間使用氯米帕明與新生兒出現先天性心臟缺陷有關聯。它還與新生兒的可逆性戒斷反應有關聯。氯米帕明也會進入母乳，因此建議母親在服用此藥物期間不要哺乳。

## 副作用
氯米帕明可能會引起以下（但不限於）副作用：
很常見 (頻率 > 10%)：
- 視覺調節障礙
- 視力模糊
- 噁心
- 口乾

常見 (頻率 1-10%)：
- 體重減輕
- 肌張力障礙
- 認知功能障礙
- 直立性低血壓

不常見（0.1–1%）
- 驚厥
- 共濟失調
- 心律不整
- 血壓升高

很罕見 (頻率 < 0.01%)：
- 全血細胞減少症
- 白血球減少症
- 粒細胞缺乏症（英语：Agranulocytosis）
- 血小板減少症

## 戒斷症狀
在逐漸或突然停用三環類抗憂鬱藥時可能會出現戒斷症狀。症狀包括：噁心、嘔吐、腹痛、腹瀉、失眠、頭痛、緊張、焦慮、頭暈和精神狀態惡化。能將原始精神疾病的復發和氯米帕明戒斷症狀區分因而很重要。氯米帕明戒斷症狀可能會很嚴重。
抗膽鹼劑（如阿托品或苯托品對於治療某些氯米帕明戒斷症狀可能有效。

## 藥物過量
過量攝取氯米帕明通常會出現以下症狀：
- 中樞神經系統受抑制： 如昏迷、呼吸抑制、驚厥、昏迷。
- 血清素症候群
- 心血管系統影響

目前尚無氯米帕明過量的特異性解毒劑，所有治療均為支持性及症狀治療。 

## 藥物交互作用
氯米帕明可能會與許多不同的藥物相互作用，包括單胺氧化酶抑制劑、抗心律不整藥、奎尼丁、利尿劑、選擇性血清素再攝取抑制劑、血清素作用藥物及其他三環類抗抑鬱藥等。
氟伏沙明會增強氯米帕明的血清素能作用，同樣的，氯米帕明也會增加氟伏沙明的血藥濃度。

## 藥理學

### 藥效學
氯米帕明是一種血清素和正腎上腺素再攝取抑制劑（SNRI）。

#### 血清素能活性
氯米帕明是一種極強的血清素再攝取抑制劑。 

#### 強迫症
氯米帕明是第一種受到研究，治療強迫症方面能發揮作用的藥物。

### 藥物動力學
口服氯米帕明的生物利用度約為50%。口服後，藥物血漿峰值濃度約在2-6小時（平均4.7小時）達到，範圍在56-154奈克/毫升（178-489奈摩爾/升）。
雖然氯米帕明的正常最大推薦總日劑量為250毫克，但治療抗性憂鬱症和強迫症可能需用到255至300毫克範圍內的劑量。事實上，每天使用375毫克劑量，有時與文拉法辛或阿立哌唑聯合使用，不僅有必要，而且人體相對耐受性良好。

## 化學
氯米帕明是一種三環化合物，特別是一種二苯並氮雜卓，其化學結構中具有三個環和一個側鏈。其他二苯並氮雜卓類三環類抗憂鬱藥有丙咪嗪、去甲丙咪嗪和三咪嗪。

## 歷史
氯米帕明是由Ciba-Geigy公司開發的丙咪嗪的氯化衍生物。於1961年首次有文獻提出，並於1963年取得專利。此藥物於1970年首次在歐洲獲准用於治療憂鬱症，是最後上市的一種主要三環類抗憂鬱藥。事實上氯米帕明最初被FDA認為是一種"類似藥物"，因此未予批准用於治療憂鬱症的申請。 時至今日，此藥物仍是唯一未經批准用於治療抑鬱症的三環類抗抑鬱藥，而此藥物實際上是一種高效的抗抑鬱藥。氯米帕明最終於1989年在美國獲准用於治療強迫症，並於1990年上市。
氯米帕明多年來一直是治療強迫症的最常用治療方式，直到選擇性血清素再攝取抑制劑（SSRI）被引入，由於SSRI耐受性和安全性大幅提高（但有效性並非最好），氯米帕明在很大程度上已被SSRI取代。氯米帕明是唯一被證明對治療強迫症有效，且經FDA批准使用的三環類抗憂鬱藥（TCA）。其他TCA在治療強迫症的臨床試驗中均未成功，可能是由於血清素能活性不足的緣故。

## 社會與文化

### 通用名稱
clomipramine是此藥物的英文和法文通用名稱，也是國際非專有藥名（INN）、英國核准名稱（BAN） 和法國核准名稱（DCF｝，而clomipramine hydrochloride（鹽酸氯米帕明）是其美國採用名稱（USAN）、美國藥典、英國核准名稱和日本核准名稱（JAN）的通用名稱。Clomipramina是其西班牙語、葡萄牙語和義大利語的通用名稱，而clomipramin是其德語通用名稱，clomipraminum是其拉丁語通用名稱。

### 品牌名稱
氯米帕明在全球主要以Anafranil和Clomicalm的商品名稱銷售，前者為人用藥物，後者為動物用藥。

## 獸醫用途
氯米帕明在美國僅被許可用於治療犬類的分離焦慮，商品名稱為Clomicalm。此藥物已被證明可有效治療貓和狗的強迫症。它也顯示出與氟西汀相似的治療犬類尾部追逐症狀的功效。一些證據顯示它對治療犬類的噪音恐懼症有效。
氯米帕明也被證明對治療貓咪的尿液噴灑（標示領域 (動物)行為）有效。一項為期四週的試驗顯示它可將此種行為減少高達75%的程度。